# Olivier Dacourt
Olivier Dacourt (Montreuil, 1974. szeptember 25. –) francia válogatott labdarúgó középpályás.